# Звёздные Морти: Возврикщение Джерри
«Звёздные Морти: Возврикщение Джерри» (англ. Star Mort Rickturn of the Jerri) — десятый, заключительный эпизод четвёртого сезона американского мультсериала «Рик и Морти». Сценарий к эпизоду написала Энн Лэйн, а режиссёром выступила Эрика Хейс.
Название эпизода отсылает к фильму «Звёздные войны. Эпизод VI: Возвращение джедая» (1983).
Премьера эпизода состоялась 31 мая 2020 года в блоке Adult Swim на Cartoon Network. Эпизод посмотрели около 1,3 миллиона зрителей во время выхода в эфир.

## Сюжет
Бет возглавляет группу повстанцев в борьбе против «новой и улучшенной» Галактической Федерации. После битвы за Бет ухаживает врач, который спрашивает её, скучает ли она по Земле, и она сообщает, что есть её клон на Земле (подтверждая, что Рик действительно клонировал Бет в «Азбуке Бет»). Затем врач обнаруживает взрывное устройство со встроенным устройством приближения к Земле на шее Бет, заставляя её поверить, что Рик не хочет, чтобы она возвращалась. На Земле Бет и Джерри идут на семейную консультацию к доктору Вонгу, в то время как Морти и Саммер борются из-за пояс невидимости Рика. Космическая Бет противостоит Рику из-за устройства на её шее. Рик говорит, что у другой Бет также есть взрывное устройство на шее, которое перенесёт воспоминания другой Бет в Космическую Бет, как только оно взорвётся. Затем Космическая Бет и Рик обедают вместе в ресторане, где Космическая Бет показывает, что теперь она является самым разыскиваемым преступником в галактике за борьбу с реформированной Галактической Федерацией. Затем Федерация прибывает на Землю в поисках Космической Бет. Реагируя на эту информацию, Рик случайно говорит, что Космическая Бет может быть клоном, и после того, как заморозил её, чтобы предотвратить её нападение на него, идёт в офис доктора Вонга, чтобы не дать Тэмми и её команде убить Бет и Джерри, приняв Бет за Космическую Бет. Рик спасает Бет и Джерри, и они встречаются с Космической Бет. Поскольку обе Бет теперь злятся на Рика из-за того, что он отказывается раскрыть, кто из них является клоном, на них снова нападает Тэмми, которая берёт их в плен и направляет их на корабль Федерации. Морти и Саммер вмешиваются, и Рик убивает Тэмми.
Затем семья направляется на корабль, и Рик собирается освободить Бет, в то время как Морти и Саммер отключают его суперлазер, прежде чем он сможет уничтожить Землю. Бет убегают, поскольку Рик сталкивается с Птичьей (ныне Феникс) личностью, который почти убивает его, прежде чем его выключает Космическая Бет (с использованием Джерри марионеток и пояса невидимости). После этого Рик извлекает колбу памяти, содержащую его воспоминания о создании клона Бет, стерев свои собственные воспоминания о том, какая Бет является оригинальной. Никто в семье не хочет правды. Тем не менее Рик наблюдает за воспоминаниями только для того, чтобы узнать, что Бет попросила его решить для себя, хочет ли он её в своей жизни; его ответ заключался в том, чтобы использовать центрифугу для рандомизации Бет. Наконец, признав себе, что он «ужасный отец», Рик вместо этого пытается стать хорошим другом и исправить Феникс личность (останки которого он достал после битвы), но его агрессивно отвергает, поэтому он снова выключает его. Рик остаётся один.
В сцене после титров Джерри бросает пояс-невидимку в мусор, только для того, чтобы сделать мусоровоз невидимым, в результате чего другая машина врезается в него и взрывается. После того, как водители в ужасе убегают, Джерри забирает невидимый мусоровоз для себя и становится линчевателем, пока в нём не кончится бензин, и он не бросает его, не сумев найти его топливный бак.

## Отзывы
Стив Грин из IndieWire дал эпизоду оценку B, заявив, что «с некоторыми тонкими поправками к некоторым из прошлых идей сериала „Рик и Морти“ отправляется в другое межсезонье на удивительно меланхоличной ноте». Джо Матар из Den of Geek оценил эпизод на 4,5/5, заявив, «Это очень хороший эпизод с отличными шутками, забавным развитием персонажей и одним из тех острых концовок Рика и Морти, которые, хотя и хороши, я должен признать, не ударили меня так сильно, как раньше. Думаю, это потому, что в этом сезоне мне постоянно говорили не воспринимать этих персонажей и эту мультивселенную так серьезно. Мне сказали сесть и посмотреть, как семья Смитов жестока и язвительна, прокладывая себе путь через любую научно-фантастическую чепуху недели. Трудно попытаться заставить меня снова почувствовать себя после стольких пустых болтовни. Но это по-прежнему солидный эпизод, который напоминает нам о том, что Рик и Морти делает лучше всего, и отличный способ завершить сезон».